# Branchiostoma gambiense
Branchiostoma gambiense är en ryggsträngsdjursart som beskrevs av Webb 1958. Branchiostoma gambiense ingår i släktet Branchiostoma och familjen lansettfiskar. Inga underarter finns listade.